# Nicolas-Edme Rétif

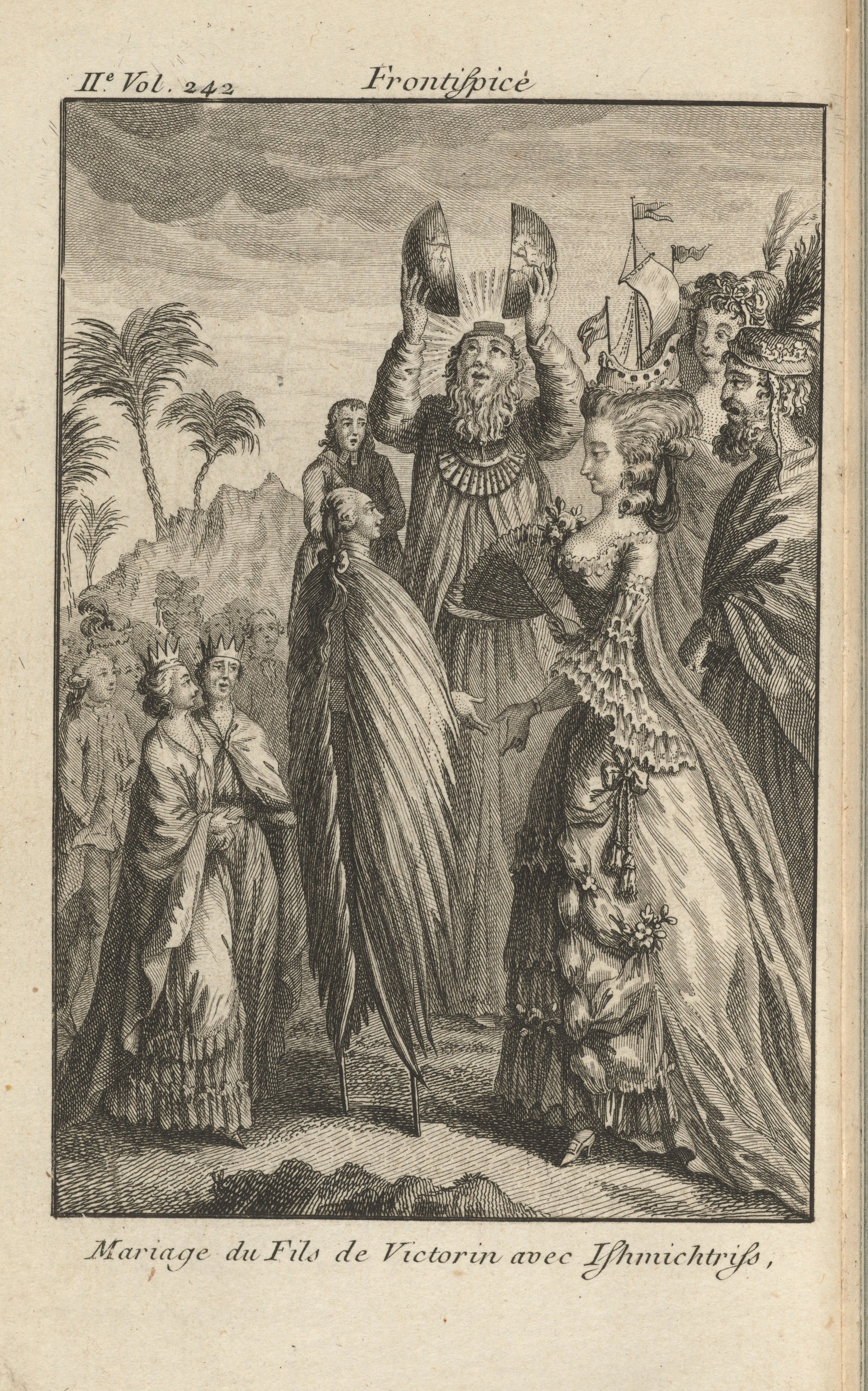
Címképmetszet a La Découverte Australe par un Homme Volant című munkájából, 1781

Nicolas-Edme Rétif, vagy Nicolas-Edme Restif, írásaiban olykor egyszerűen Rétif vagy Restif de la Bretonne (Sacy, 1734. október 23. – Párizs, 1806. február 3.) francia író.

## Élete
Egyszerű parasztszülőktől származott. A janzenistáknál tanult Bicêtre-ben. A janzenisták kitoloncolása után egyik testvére fogadta be, aki orvos volt. Egy botrány miatt, amelynek részese volt Auxerre-be küldték egy nyomdászhoz dolgozni. Egy idő múlva Párizsba költözött, ahol vándornyomdászként tevékenykedett. 1760-ban feleségül vette Anne (vagy Agnès) Lebègue-t, auxerre-i nyomdászmestere rokonát. Csupán házasságkötése után öt vagy hat évvel kezdte meg irodalmi pályafutását, s ettől az időtől kezdve egész haláláig elképesztő mennyiségű, csaknem kétszáz kötetre terjedő, szinte minden témát felölelő életművet alkotott. Ezek közül sokat saját maga nyomtatott ki. Időről időre nagy szegénységben élt, könyveibe saját életének epizódjait is megírta. Munkái sokszor szinte realistának mondhatóak, de sokszor túlfűtött szexuális fantáziái is megjelennek bennük. Művei eredeti első kiadásai sokáig könyvészeti különlegességnek számítottak gyönyörű, sok esetben sikamlós illusztrációik és egyedi tipográfiai különlegességük miatt. 
A francia forradalom alatt az asszignáta-rendszer bukása arra kényszerítette, hogy megélhetését teljes egészében irodalmi munkásságából fedezze, ebben komoly segítségére volt a sajtó újkeletű szabadsága. 1795-ben 2000 frank jutalmat kapott. Noha többször is hitet tett a forradalom és az új rendszer mellett, arisztokratákból álló baráti köre miatt megvetették. Napóleon rendőrminiszterré nevezte ki, ám ő a poszt betöltése előtt elhunyt. Egy szexuális aberrációt, a cipő-fétist nevezték el róla (retifizmus).

## Munkássága, hatása
Restif és De Sade márki kölcsönösen gyűlölték egymást, de Benjamin Constant és Friedrich Schiller nagyra becsülték, együtt jelentek meg Alexandre Balthazar Laurent Grimod de La Reynière asztalánál, akivel 1782-ben találkoztak. Jean-François de La Harpe "a kamaszlányok Voltaire-jének" nevezte. A 20. század hajnalán a szürrealisták közt volt igen népszerű. Mario Vargas Llosa Don Rigoberto feljegyzései című regényében egy egész fejezetet szentelt Restifnek. Catherine Rihoit francia regényíró 1982-ben megjelent La Nuit de Varenne című regényének Restif a főszereplője. Ugyanebben az évben francia-olasz koprodukcióban film is készült az író életéről La Nuit de Varennes címmel, a főszereplő Jean-Louis Barrault volt, Giacomo Casanova alakját Marcello Mastroianni, Thomas Paine-ét Harvey Keitel játszotta.
Restif a szó mai értelmében pornográf író volt, mivel a szexuális aktust kendőzetlenül ábrázolta, de pornográf író volt a kifejezés ókori görög értelmében is, ugyanis bemutatta a prostituáltak mindennapi életét is. A modern irodalomtudomány munkásságára a kifejezés ez utóbbi értelmezését fogadta el.
Restif 1793-ban elsőként használta a kommunizmus szót egy egyenlősítő és a köztulajdonon alapuló társadalom leírására a Victor d'Hupay filozófus egyik könyvéről írott áttekintésében. Később is gyakran alkalmazta ezt a szót írásaiban a köztulajdonon alapuló kormányzati forma leírására.

## Válogatott munkái
- Le Pied de Fanchette (regény, 1769)
- Le Pornographe (a prostitúció szabályozásának tervezete, amelyet állítólag II. József végrehajtott, más nemzetek pedig részben végrehajtottak, 1769)
- Le Paysan perverti (erotikus regény erkölcsi tanulságokkal, komoly sikert aratott 1775-ben, ezért 1784-ben La Paysanne Pervertie címen folytatást írt hozzá[11])
- La Vie de mon père (1779)
- La Découverte Australe par un Homme-Volant (proto-fantasztikus regény, híres a korát megelőző találmányok leírásáról[12])
- Les Contemporaines (42 kötet, 1780-1785, elbeszéléseinek gyűjteménye
- Ingenue Saxancour (regény, 1785)
- Anti-Justine (pornográf regény, 1793, válasz de Sade márki Justine című regényére)
- Monsieur Nicolas (16 kötet, 1794-1797, hatvan éves korában elkezdett emlékirata, amelyben írt etikai és társadalmi vonatkozású elképzeléseiről, társasági életéről, de mindenekelőtt számos szeretőjéről, úgy az igazi, mint az elképzelt nőkről. Az iratban bemutatta szexuális ébredésének kezdeteit is, az 1738 és 1744 közti időszakban)
- Les Posthumes (regény, 1802, az űropera műfajának egy érdekes, korai példája)[13]

## Magyarul megjelent művei
L'Anti-Justine ou Les délices de l'amour c. műve 2 változatban is napvilágot látott.
- A nagy francia ágy. Anti-Justine; ford., utószó Adamik Lajos; Unió, Bp., 1990 (Erato kiskönyvtár)
- Anti-Justine; ford., utószó Adamik Lajos; LAZI, Szeged, 2002

## Külső hivatkozások
- Restifről szóló, illetve általa írott munkák az archive.org-on
- Restif munkái a gutenberg.org-on

## Fordítás
- Ez a szócikk részben vagy egészben  a   Nicolas-Edme Rétif című angol Wikipédia-szócikk ezen változatának fordításán alapul.  Az eredeti cikk szerkesztőit annak laptörténete sorolja fel. Ez a jelzés csupán a megfogalmazás eredetét és a szerzői jogokat jelzi, nem szolgál a cikkben szereplő információk forrásmegjelöléseként.